# ریورس موشن
ریورس موشن (به انگلیسی: Reverse motion) (حرکت معکوس) یک جلوه ویژه در سینماتوگرافی است که به موجب آن حرکتی که فیلمبرداری می‌شود به صورت معکوس (یعنی با معکوس کردن زمان) نمایش داده می‌شود. این می‌تواند یک افکت درون دوربین یا یک افکت تولید شده با استفاده از چاپگر نوری باشد. دلایل مختلفی برای استفاده از این تکنیک وجود دارد.

## کاربرد
استفاده از تکنیک ریورس موشن در ویدیوها و کلیپ‌ها می‌تواند منجر به ایجاد صحنه‌های خنده‌دار و غافلگیرکننده‌ای شود.